# Cirsonella waikukuensis
Cirsonella waikukuensis är en snäckart som beskrevs av Powell 1937. Cirsonella waikukuensis ingår i släktet Cirsonella och familjen Skeneidae. Inga underarter finns listade i Catalogue of Life.